# Café Bauer (Frankfurt am Main)
Das Frankfurter Café Bauer war ein geräumiges Café mit Billardsaal an der Hauptwache in Frankfurt am Main. Es wurde von 1884 bis 1930 betrieben und galt wegen seiner zentralen Lage und hervorragenden Ausstattung sehr bald als führendes Caféhaus in Frankfurt. Es erstreckte sich über zwei Geschosse im 1883/84 errichteten Bavariahaus an der Ecke Schillerplatz und Schillerstraße. Das Gebäude wurde im Zweiten Weltkrieg bei den Luftangriffen auf Frankfurt am Main bis auf die Außenmauern im Erdgeschoss zerstört und später durch einen Neubau mit anderer Nutzung ersetzt.

## Baugeschichte

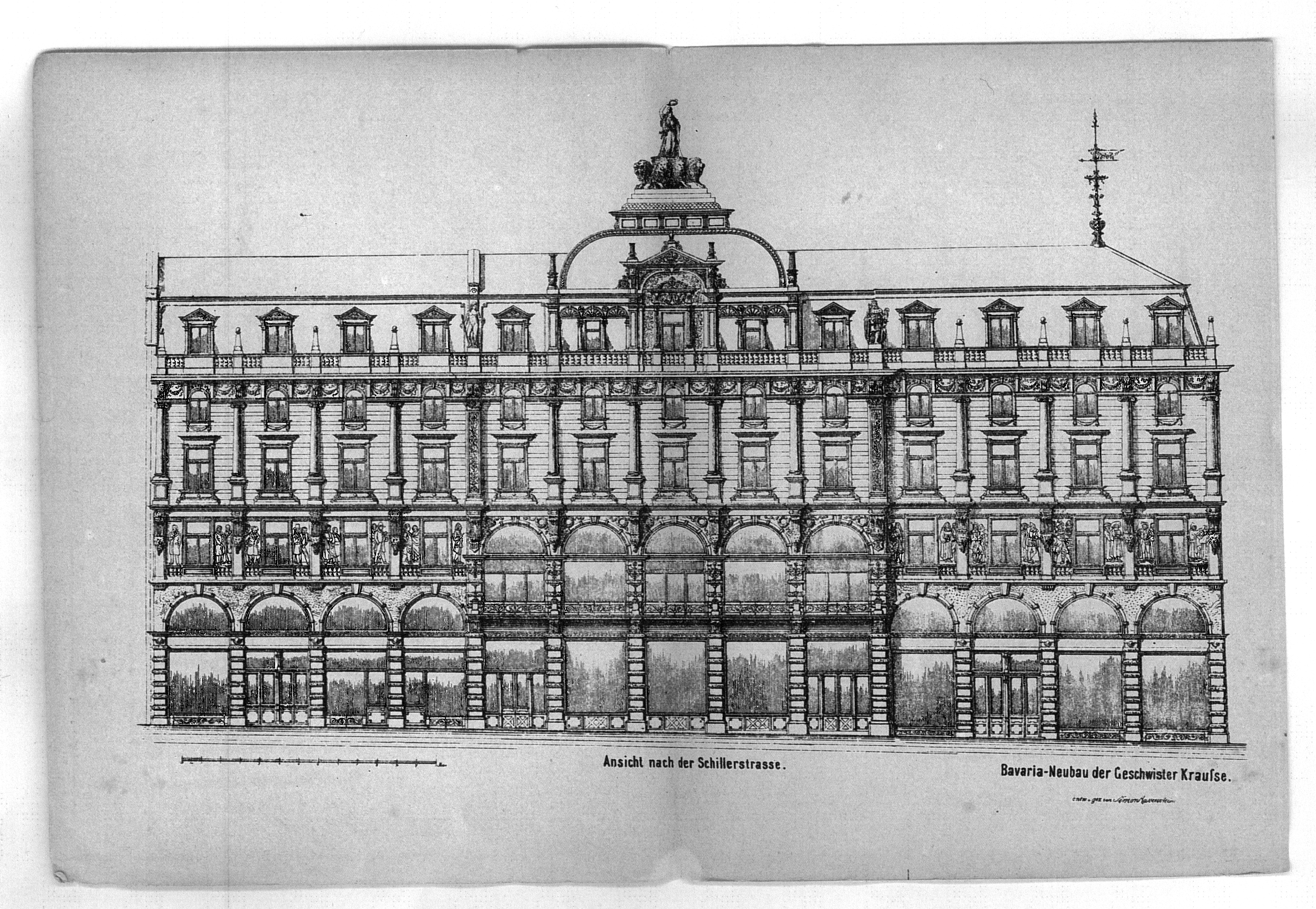
Bavaria-Hauptfassade mit Café Bauer, Schillerstr. 6–8, über den Bögen, jeweils rechts und links der Fenster, die Steinhausenschen Stadtporträts (Ausschnitt: 6. Fenster v.l.)

Simon Ravenstein entwarf 1883 das Wohn- und Geschäftshaus Bavaria für die Mainzer Geschwister Krause. Das Gebäude belebten Schillerplatz (heute An der Hauptwache), unweit der Frankfurter Börse gelegen, entstand auf den Grundstücken mehrerer Vorgängerbauten, darunter der Bavaria-Brauerei, deren Name für den Neubau übernommen wurde. Ravenstein entwarf den Gebäudekomplex im Stil des Historismus mit grünlichem Sandstein und schwedischen Granitsäulen. An der Ausgestaltung wirkten 16 Kunsthandwerker und bildende Künstler mit.
Die Zwickel der Mezzaninbögen waren mit Bildern Frankfurter Sagen geschmückt, die Wandflächen zwischen den Fenstern des ersten Obergeschosses mit Bildern Frankfurter Persönlichkeiten. Alle Entwürfe stammten von Wilhelm Steinhausen. Insgesamt wurden dort 38 Porträts Frankfurter Berühmtheiten abgebildet, im Uhrzeigersinn beim römischen Kaiser Hadrian beginnend, endend mit dem Maler Philipp Veit. Oberhalb der Hauptfassade waren die vier Taunusburgen (Kronberg, Königstein, Falkenstein und Eppstein) auf goldenem Untergrund aufgemalt. Eine aus Zink gefertigte Bavaria mit Viergespann des Bildhauers Gustav Herold, Schöpfer der Atlasgruppe auf dem Frankfurter Hauptbahnhof, zierte die Kuppel an der Hauptfassade; an Höhe und Monumentalität wurde sie Jahre später von der Laterne über dem Nachbarhaus mit der fackeltragenden Alemania übertroffen. Das Gebäude wurde von einem eigenen Generator mit Strom für 170 Glühbirnen versorgt, noch ehe in Frankfurt 1891 die öffentliche Elektrizitätsversorgung mit dem Bau des Heizkraftwerks West aufgenommen wurde.

## Ausstattung und Betrieb des Cafés

Wilhelm Steinhausen: Stadtporträts Bavaria-Fassade

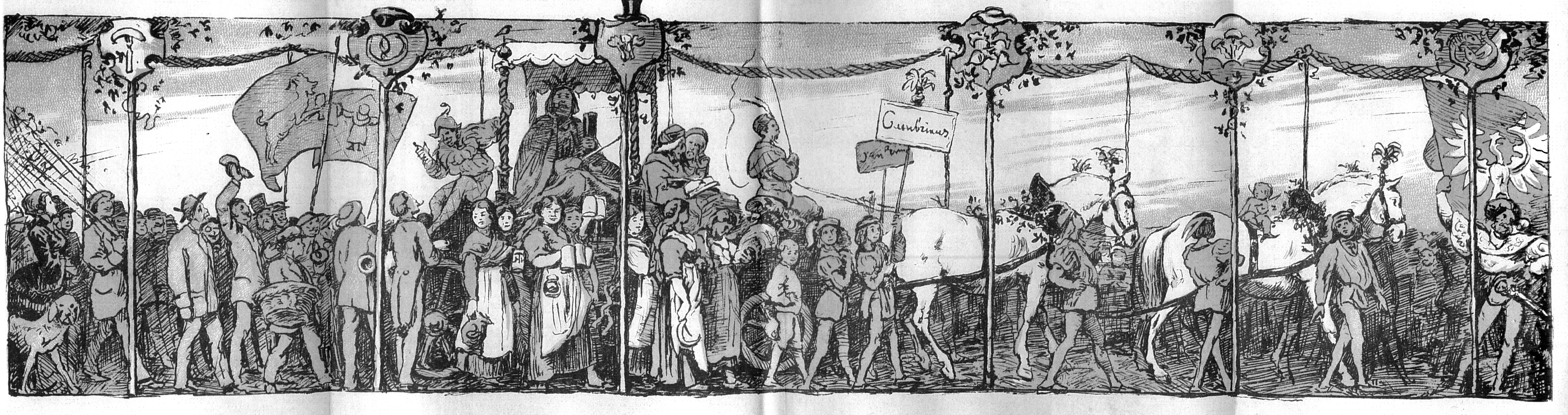
Hans Thoma: Gambrinuszug, Wandgemälde (1884) im Café Bauer

Im Erdgeschoss und im ersten Obergeschoss des Mittelbaus eröffnete der Berliner Cafetier Mathias Bauer im September 1884 ein Kaffeehaus. Die Innenausmalung des zweigeschossigen Cafés mit seinen 100 Bildfiguren (Bacchus- und Gambrinuszug) auf Tapetbögen fertigte Hans Thoma. Die unbekleideten Allegorien (Tierkreiszeichen und Winde) der Deckenbemalung erregten bei der Eröffnung Anstoß und wurden wieder übertüncht. Erst nach der Jahrhundertwende, nachdem Thoma berühmt geworden war, wurden die Fresken von seinem Schüler Anton Baussinger wiederhergestellt – ohne dass der ursprüngliche Glanz zurückgewonnen werden konnte.
Im großen Lesesaal des Cafés lagen 120 in- und ausländische Zeitschriften in 13 Sprachen aus. Im gleich großen Billardraum im I. Stock standen fünf Billardtische. Für Kartenspiele war ein separater Saal vorhanden. Das Café Bauer war aufgrund seiner Nähe zur Börse und zu den Redaktionsgebäuden der großen Frankfurter Tageszeitungen gleichermaßen beliebt bei Wertpapierhändlern wie Journalisten, zog aber auch Intellektuelle und auswärtige Gäste an. Anfangs waren auch zahlreiche Frauen unter den Gästen, später dominierten die Männer. Die Tasse Kaffee kostete 30 Pfennig, das Glas Melange 35.
1899 übernahm der Grundstücks- und Börsenmakler Max Abeles das Café, später Dr. Levy, der Schwiegersohn des Frankfurter Cafetiers Loeb. Durch den Ersten Weltkrieg und die Inflationszeit geriet das Café in wirtschaftliche Schwierigkeiten. Sein Ende kam mit der Weltwirtschaftskrise. Aufgrund eines gekündigten Kredits wurde das Insolvenzverfahren eröffnet und das Café Bauer Anfang November 1930 über Nacht geschlossen.

## Verbleib

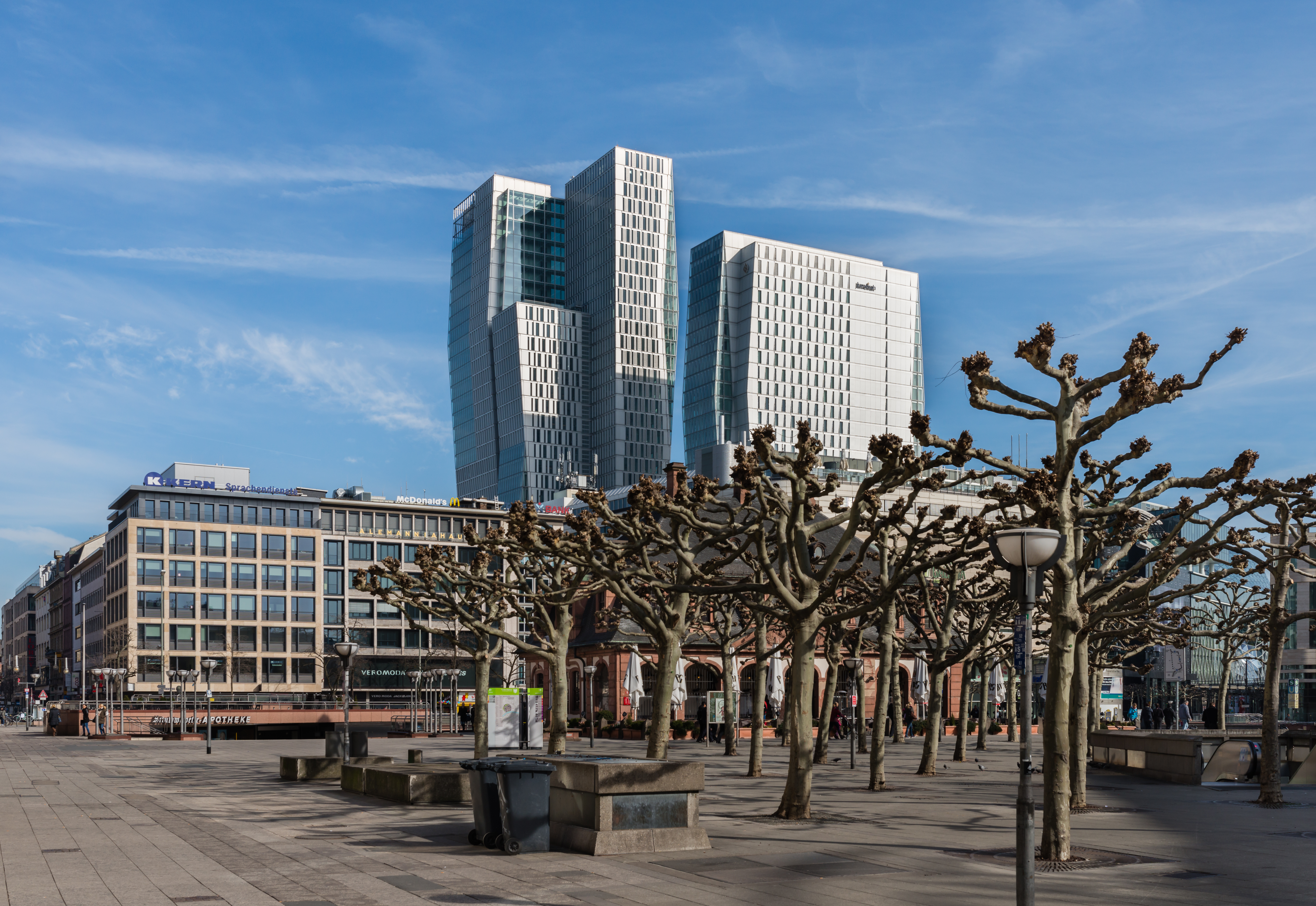
Heutige Situation: Das Haus Goldeck (links) steht anstelle des ehemaligen Bavariahauses

Im März 1944 wurde das Bavariahaus bei einem Luftangriff fast vollständig zerstört. Die Ruine wurde 1953 für den geplanten Neubau beseitigt. Die Fluchtlinie der Neubauten wurde an beiden Seiten um einige Meter zurückverlegt, um breiteren Straßenraum zur Hauptwache und zur Schillerstraße zu gewinnen. Die Gebäudeflächen der Neubauten fallen somit deutlich kleiner aus als bei ihren Vorgängern. Beim Wiederaufbau wurde der alte Name Bavaria nicht mehr aufgegriffen. Im September 1954 eröffnete das von Richard Heil entworfene Haus Goldeck, ein sechsstöckiges Gebäude mit Travertin-Verkleidung und abgesetzten Muschelkalk-Brüstungen. Die ersten fünf Geschosse kragen nach beiden Seiten aus, um den Flächenverlust durch die Rückverlegung der Fluchten etwas zu kompensieren. Das Obergeschoss ist als Staffelgeschoss etwas zurückversetzt und von einer Terrasse gesäumt. 